# Józef Filipecki
Józef Filipecki (ur. 1757 w Warszawie, zm. 1810 tamże) – lekarz,  autor pierwszej polskiej pracy gerontologicznej - O utrzymaniu ludzi starszych.
Był synem Antoniego Filipeckiego lekarza chirurga w Warszawie i Marianny, wdowy po Walentym Gagatkiewiczu. Jego przyrodni brat, Walenty Gagatkiewicz, także był lekarzem. Pochowany na cmentarzu Powązkowskim kwatera 47, 702.